# Mahindra Marksman
Mahindra Marksman — первый в Индии лёгкий бронеавтомобиль капсульного типа, обеспечивающий защиту личного состава сил обороны, военизированных формирований и полиции от огня из стрелкового оружия и гранатомётов. Он может использоваться как в борьбе с терроризмом, так и в обычных целях.

## История
Mahindra Marksman был впервые представлен в 2009 году и впервые был принят на вооружение подразделением Force One полиции Мумбаи, а затем был заказан несколькими другими полицейскими силами штата и центральной полиции, а также военизированными формированиями, включая центральной резервной полиции, пограничных сил и центральных сил охраны.

## Конструкция

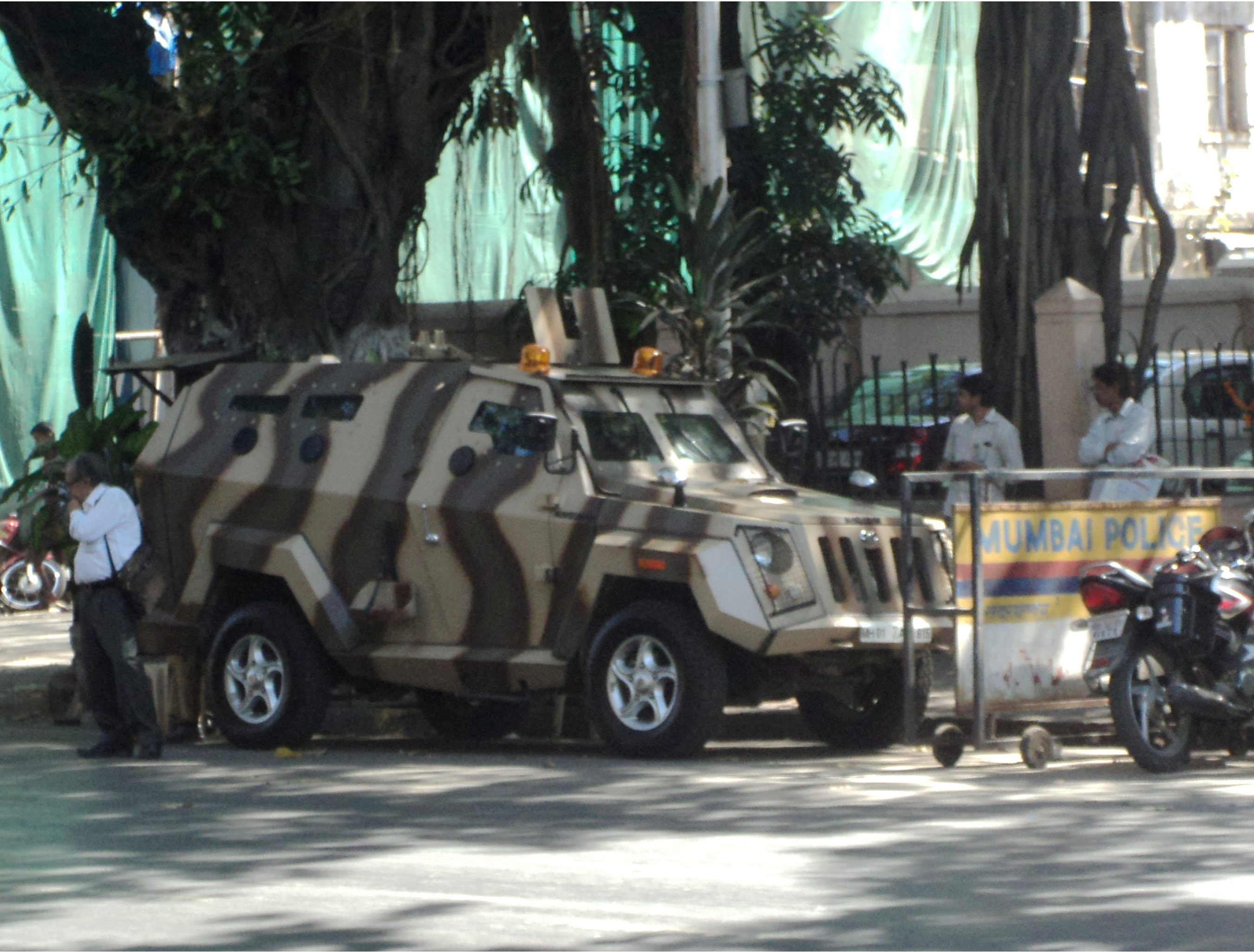
Mahindra Marksman, используемый полицией Мумбаи

- Боковины — выдерживают три прямых попадания пули 7,62×51 мм NATO Ball M80, 7,62×39 мм Ball PS и 5,56×45 мм Ball M 193 на расстоянии 10 м под углом 90°.
- Верх — выдерживает три прямых попадания вышеуказанных боеприпасов на расстоянии до 10 м под углом 45°.
- Днище — защищает от одновременного взрыва двух ручных гранат DM 51 (немецкая норма).
- Дополнительная защита — Все соединения и сварные швы имеют перекрытие.
- Куппола имеет пулемётную установку с поворотом на 270° и защитой.
- Семь огневых портов экипажа.
- Заднее сиденье, обращенное наружу, и широкие пуленепробиваемые окна обеспечивают полную оперативную ориентацию экипажу, сидящему сзади.
- Поисковый прожектор, установленный на крыше автомобиля, которым управляет водитель/второй водитель изнутри автомобиля.
- Камера заднего вида и экран телевизора, позволяющие водителю и штурману видеть мёртвую зону позади автомобиля.[7][8]

## Операторы
- Чили[9]
- Индия[10][11][12][13]